# George Bernard Shaw
George Bernard Shaw (írói nevén G. B. Shaw) (Dublin, 1856. július 26. – Ayot St Lawrence, Hertfordshire, 1950. november 2.) Nobel-díjas ír drámaíró. William Shakespeare után az ő műveit játsszák leggyakrabban az angol nyelvű színházakban.

## Fiatalkora
Írország fővárosában született, Dublinban, a Synge Street 33 alatt, viszonylag szegény, protestáns szülők gyermekeként. Tanulmányait a dublini Wesley College-ban végezte, majd az 1870-es években Londonba költözött, hogy ott kezdje irodalmi pályafutását. Mielőtt zenekritikusként a Star nevű újságnál első sikereit begyűjtötte volna, már öt regényt is írt, pontosan: Mr. Conolly házassága (The Irrational Knot), Művészszerelem (Love among the Artists), Cashel Byron mestersége (Cashel Byron's Profession), Trefusis úr (An Unsocial Socialist), és a legjobb, Éretlenek (Immaturity), ezeket azonban mind elutasították. (Az Éretleneket csak 50 évvel megírása után adták ki.) Shaw nem volt nagy tehetségű elbeszélő, és ezek a regények, bár olvashatóak, csak annyiban fontosak, hogy egy-két színdarabja szcenáriójának alapjául szolgáltak. Nem ekkor döntött úgy, hogy drámaíró lesz; de azt belátta, hogy regényíróként nem tudna megélni. 1880-ban hallotta Henry George előadásait a szocializmusról, és azonnal a földek államosítása mellé állt, de miután elolvasta Karl Marx Das Kapital (A Tőke) című könyvét, túllépett Henry George szocializmusán, és a kapitalizmus összes formájának az államosítását hirdette.
Shaw legfontosabb eredménye ebben az időben, hogy felismerte saját képességeit. Lévén ideges, félénk és érzékeny, nem tudott igazi hatást kelteni hallgatóiban; így közparkokban, előadótermekben, és utcasarkokon szónokolt, hogy hozzászokjon a nyilvánossághoz, míg döbbenetes módon egy pár év alatt az egyik legjobb szónok lett egész Angliában. Kevés szónok volt akkora hatással a közönségre, mint Shaw, aki egyik másodpercben megnevettetett mindenkit, aztán egyszerre, egy ugrással rávilágított a mondanivalója lényegére.
Huszonöt éves korában áttért a vegetáriánus diétára; "Shelley leszoktatott a kannibalizmusról", mondogatta később.

## Újságírás, Fabian Society
1885-től 1929-ig, hetvenegy éves koráig Shaw szinte folyamatosan dolgozott: írt harminchét színdarabot, köztük számos remekművet; sok esszékötetet és újságcikket, ezenkívül szónoklatokat is tartott, a központosított kereskedelemtől az anarchizmusig bezárólag mindenféle témában.
Mégis csak 1892-ben jutott eszébe, hogy színműíró legyen, és akkor se ő gondolt erre, hanem egy barátja kérte meg, hogy írjanak együtt egy darabot. Oscar Wilde egyszer azt a megjegyzést tette, hogy Shawnak nincsenek ellenségei, de a barátai se szeretik. A helyzet az volt, hogy Shawnak, mint minden ellentmondásos figurának, sok ellensége volt, de számos barátja is, mint például Sidney Webb, Edward Carpenter, Annie Besant, Ellen Terry, Harley Granville-Barker, Arábiai Lawrence vagy Gilbert Murray.
Első barátai William Archer és Sidney Webb voltak, két ember, aki nemcsak Shawtól különbözött nagyon, de egymástól is. Webb született bürokrata volt, tervező ember. Shaw 1884-ben csatlakozott a Fábiánus Társasághoz, és Webb egy év múlva követte a példáját. Ez a főként értelmiségiekből álló társaság nagy befolyást gyakorolt a Labour Party-ra. Archer, Ibsen angol fordítója és propagátora, drámaíró és kritikus volt. Állítólag annyira nagylelkű és kedves ember volt, hogy a szemébe mondta egy írónak, hogy egy darabja rossz, de az meg se sértődött. Ő vette rá Shawt, hogy foglalkozzon Marxszal, és Wagnerrel. 1885-ben beajánlotta Shawt a Pall Mall Gazette-hez kritikusnak, és rávette, hogy írjanak együtt darabot. Archer szállította a témát, Shaw írta volna a dialógusokat, de mivel Shaw a cselekményt két felvonás alatt elhasználta, és csak az első felvonásban követte pontosan Archer elképzeléseit. Archer nem vállalta így a darabot, Shaw pedig félretette a darabot és a World színikritikusa lett (1886-ban, egyébként Archer ajánlotta be). Még ugyanebben az évben, T. P. O'Connor megalapította a Star című lapot. Shaw vezércikekket írt az újságba egy darabig, de szocialista nézetei miatt a zenekritika-rovathoz került át. Corno di Bassetto álnév alatt írta zenekritikáit, amiből mellőzte a szakszavakat és az érthetetlen zsargont. Ezek a cikkek még 100 évvel megírásuk után is olyan olvashatók, mint voltak. 1937-ben kiadták az összeset Music in London címmel. 1889-ben megjelent a Fabian Essays in Socialism című műve is. 1890-ben Shaw a Startól a Worldhöz ment át. a következő évben jelent meg a The Quintessence of Ibsenism, című Ibsen-védő könyvecskéje.

## Első darabjai
Ibsen elképesztő hatást gyakorolt a világszínpadra ebben az időben: Kísértetek című színdarabját 1891-ben mutatta be az Independent Theatre, a darabot ugyanolyan szenteskedő bojkott fogadta, mint Norvégiában tíz évvel azelőtt. A színház 1892-ben bemutatta Shaw első darabját, a Sartorius úr házait (The Widowers' Houses), ami ugyanekkora botrány lett. Következő darabja, A nőcsábász (The Philanderer, 1893) talán a legrosszabb (kivéve néhány nagyon idős korában írt darabját), nem is mutatták be 1905-ig. Warrenné mestersége (Mrs Warrens Profession, 1894) jött ezután, és a főkamarás be is tiltotta. A gyorsmenetű, tömör és hatásos darab bizonyítja, hogy Shaw, ha akart volna, tudott volna, jól megcsinált színdarabokat is írni. Következő darabjai: Fegyver és vitéz (Arms and the Man, 1894), Candida (1895, A sors embere (The Man of Destiny, 1895), Sosem lehet tudni (You Never Can Tell, 1898) először nem voltak sikeresek. Úgy tűnt, Shaw elfogadta, hogy drámaírőként is olyan kudarcot vallott, mint regényíróként: állást vállalt a Saturday Rewiew című lapnál mint drámaelemző kritikus. 1897-ben Richard Mansfield amerikai színész bemutatta Az ördög cimboráját New Yorkban nagy sikerrel. Shaw egyfelvonásosát, A sors emberét Sir Henry Irving vállalta. Ekkor ismerkedett meg Ellen Terryvel, hosszú barátságuk alatt váltott leveleiket 1931-ben adták ki Their Correspondence címmel. Ez a szerencse egy évig kitartottt: Henry Irving visszadobta A sors emberét, a Sosem lehet tudnit pedig a színészek nem voltak hajlandóak vállalni. Shaw ekkor írta meg a Brassbound kapitány megtérése (Captain Brassbound's Conversion, 1900) című darabját, amelynek főszerepét, Lady Cicely Waynflete-et Ellen Terrynek írta, de a színésznő nem látott benne fantáziát. Shaw ezen nagyon elkedvetlenedett.
1898-ban a túlfeszített munka miatt fizikailag nagyon leromlott, Charlotte Payne-Townshend ír örökösnő ápolta, majd 1898. június 1-jén összeházasodtak. A források egy része szerint fehér házasságban éltek.

## Azelső világháborúelőtt
Miután Shaw felépült 1898-ban, befejezte a Caesar és Kleopátra Caesar and Cleopatra, című darabot, egyik legjobb művét. Az 1899-es bemutatón Mrs. Patrick Campbell játszotta Kleopátrát. Ezután egy évig nem írt darabokat: 1901-ben kezdett neki az Ember és felsőbbrendű embernek (Man and Superman, 1901 – 03), egyik legragyogóbb komédiájának. Ezt a darabot Harley Granville-Barker és John E. Vedrenne mutatta be, mint a John Bull's Other Islandet (1904) is. A John Bullt VII. Eduárd brit király is megnézte, aztán betiltották. 1905 novemberében mutatták be a Barbara őrnagyot (Major Barbara, 1905), amely (főleg az előszavában) az üdvhadsereggel és a fegyverkezéssel is foglalkozott. 1906-ban mutatták be Az orvos dilemmája című komédiáját, amelynek egyik alakját Almroth Wrightról másolta a szerző. Ezután következett a Getting Married (1908), a Misalliance (1910), majd a Fanny első színdarabja (Fanny's First Play, 1911), amit 624-szer adtak sorozatban, a főszerepben Lillah McCarthyval. Ebből a korszakból legjobb művei A tőrbecsalt Blanco Posnet (The Shewing-Up of Blanco Posnet, 1909) és az Androcles és az oroszlán (Androcles and the Lion, 1912).
1914-ben mutatta be Sir Herbert Tree a Pygmaliont (1912-ben írta Shaw). Tree maga játszotta Henry Higginst, Stella Campbell a virágáruslányt, Eliza Doolittle-t. A darab világsikert aratott, a kritikusok szerint méltán.

## A háború
A háború alatt Shaw nagyon népszerűtlen volt. Az első perctől fogva a béke mellett volt. Már 1914-ben megjelentette Okos szó a háborúról című könyvét, melyben többek között az angol diplomácia ügyetlenkedését és a külügyminiszter képmutató viselkedését is hibáztatta a háború kitöréséért. Shaw-t megfosztották állampolgárságától, és egy időben a társasági eseményeken látványosan elvonult mindenki, ha megjött. Az angol miniszterelnök, Sir Herbert Asquith egyszer kijelentette: Shaw-t agyon kéne lövetni. A háború alatt írta egyik legvitatottabb darabját, a Megtört szívek házát (Heartbreak House, 1913-16, bemutató: 1920). Shaw úgy vélte, hogy ez a Lear királyra (és külsőségekben a csehovi drámára) emlékeztető darab remekmű, "felér ötven Candidával", mondta, bár a kritikusok nagy része a Szent Johannának adta Shaw életművén belül az első helyet. Különös módon, erről a darabjáról kevesebbet beszélt, mint bármelyik másikról, és akkor is nagy vonakodva. Valami módon szívügye lehetett a Megtört szívek háza.

## Vissza Matuzsálemhez, Szent Johanna
A Megtört szívek háza után 1920-ban fejezte be a Vissza Matuzsálemhez című "metabiológiai pentateuch"-ját. Ez hosszú, nehéz darab inkább öt különálló dráma, mint egy teljes alkotás. Az Édenkertben kezdődik, aztán az 1920-as évek Angliájában folytatódik, majd elvezet "egészen a gondolat határáig". Shaw-t az emberi élet meghosszabbításának rögeszméje foglalkoztatta. Az ideális átlagéletkort 300 évben határozta meg, és úgy vélte, hogy a változás tömeges génmutáció révén már a 20. században megkezdődik, majd a 30. századra a világ kettészakad a "rövidéletűek" és a "hosszúéletűek" társadalmára. A darab 31920-ban játszódó ötödik részében már mindenki halhatatlan, és csak balesetben lehet meghalni. Az emberek sugárzóan szép, kifejlett ifjúként tojásból kelnek ki, 3-4 évig árkádiai körülmények között játszanak, szerelmeskednek, művészkednek és sportolnak, majd "öregekké" válnak, elhagyják társaikat, és magányosan, komoran bolyonganak az idők végeztéig, matematikai problémákon töprengve. Shaw utópiája egyúttal azt is szemlélteti, hogy a 20. századi emberek legkivételesebb példányait is buta gyereknek tartanák abban a világban.
1922-ben Shaw lefordította német fordítójának, Siegfried Trebitschnek Frau Gitta's Sühne című darabját, és a III. felvonást át is dolgozta, a darabot így önálló munkaként tartják számon, meg is jelent az angol összkiadásokban.
1923-ban írta Szent Johanna (dráma) (Saint Joan) című darabját, amit New Yorkban mutattak be először, aztán Londonban. A darab szinte mindenhol óriási siker volt (és az még ma is), furcsa formája, és hosszú, egyes kritikusok szerint felesleges epilógusa ellenére. (Shaw-t nem lehetett meggyőzni, hogy a darabnak a hatodik képpel véget kéne érnie; állította, hogy az addigi cselekményből nem is lehetne gondolni, hogy a Szüzet szentté avatják.)
Shaw ekkorra a világ egyik legismertebb embere lett, csak Albert Einstein és Mahátma Gandhi vetekedhetett ismertségével. 1925-ben neki ítélték az irodalmi Nobel-díjat. Sose fogadott el egyébként díjakat, de ezt hosszas vonakodás után átvette.

## Öregkora
Shaw politikai művek írásába kezdett; 1928-ban jelent meg a Szocializmusról, kapitalizmusról nőknek, 1944-ben a Politikai ábécé (Everybody's Political What's What).
Shaw darabjai, amik ebből a korszakból származnak, még mindig döbbenetesen elmések, de az öregedés félreérthetetlen jeleit mutatják. A forma most már egyáltalán nem izgatta. A legjobb darabok, amiket ekkor írt, még mindig nagyon érdekesek. A királyság szekere (The Apple Cart, 1929) váratlanul népszerű volt. Varsóban volt az ősbemutató, Magyarországon mutatták be másodszorra. Az Olyan igaz, hogy nem is lehet szép (1931) az első világháború utáni generáció kétségbeeséséről, céltalanságáról szól. A darabot értetlenül fogadták; furcsa mód csak a második világháború után lett nyilvánvaló, mennyire igaza volt Shaw-nak. Az anyanyelvű kritika (Evans, Ervine) egyik legjobb öregkori darabjának tartja az „In Good King Charles Golden Days” -t (1939). (Más, ebben a korszakban írott művei (pl: On the Rocks (1933), The Simpleton of the Unexpected Isles (1934), The Millionairess (1935), Genf (Geneva), 1938) már csak nyomokban emlékeztetnek a korábbi nagy dobásokra.)
Ezzel együtt, Shaw művei közül a Szent Johanna (dráma) az utolsó remekmű, ami Ervine szerint ugyanazt a szerepet tölti be Shaw életművében, mint Shakespeare-ében A vihar.
A '40-es évek elején megfilmesítették a Barbara őrnagyot, a Pygmaliont és a Caesar és Kleopátrát.
1943-ban, hosszú szenvedés után meghalt Charlotte Shaw. Gyerekük nem volt. A drámaírót nagyon megviselte felesége elvesztése. Barátai nagyrészt mind meghaltak ekkorra, nagyon egyedül maradt. Élete hátralévő része békés és magányos volt. (A második világháború utáni drámái: Buoyant Billions (1936, 1946-48), Farfetched Fables (1949), Shakes versus Shav (1949), Why She Would Not (befejezetlen, 1950) nem igazán jelentősek.)
1950 szeptemberében Shaw leesett egy almafáról. Kórházba vitték, majd saját kérésére október 4-én hazavitték. November 2-án halt meg. Az egész világ meggyászolta. A Times vezércikke Shaw halálával foglalkozott; az indiai kormányfő rendkívüli ülést hívott össze; az amerikai Broadwayn leoltották a villanyokat.

## Érdekességek
Nem hagyta szó nélkül a szülőföldjén zajló politikai csatározásokat. Állítólag az ír „húsvéti felkelés” után megjegyezte, hogy „nem sikerült annyi házat lerombolniuk az angoloknak, amennyit az írek ne tudnának visszaépíteni”. Ennek megfelelően tüntetett a lázadó ír vezetők kivégzése ellen is. Az IRA (Irish Republican Army) egyik vezetője, Michael Collins, személyes jóbarátja lett, akit otthonába is meghívott, amikor Collins Londonba látogatott, hogy David Lloyd George miniszterrel tárgyaljon az angol-ír szerződésről. Collins 1922-es meggyilkolása után személyes üzenetben fejezte ki együttérzését Collins egyik nővérének.
Mivel foglalkoztatta az angol írás következetlensége, vagyonának egy részét felajánlotta végrendeletében egy olyan alap számára, amely egy új, fonémikus ábécét szeretett volna az angol nyelv számára. Mivel utolsó napjaira azonban nem maradt túl sok pénze, így a próbálkozásból végül nem lett semmi. Azonban amikor a Pygmalion című darabjára épülő My Fair Lady hatalmas siker lett, szerzői jogdíjakből hatalmas vagyonná kezdett duzzadni öröksége. Ezek után már megérte a rokonoknak perre vinni az öröklési ügyet, ami végül oda vezetett, hogy egy peren kívüli megállapodásban az ábécé támogatására csak egy kis összeg maradt. Az elkészült ábécé egyébként a shaw-i ábécé nevet viseli.
A londoni Shaw Színház 1971-ben nyitotta meg kapuit.

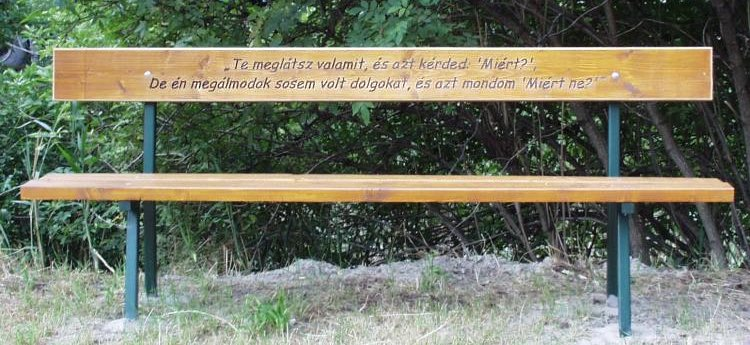
G.B. Shaw emlékpad (Felsőgöd-Városvédők Egyesülete)

## Művei

### Drámái
- Barátságtalan színművek (Plays Unpleasant):
  - Sartorius úr házai (Widowers' Houses) (1892)
  - A nőcsábász (The Philanderer) (1893)
  - Warrenné mestersége (Mrs. Warren's Profession) (1894)
- Barátságos színművek (Plays Pleasant):
  - A sors embere (The Man of Destiny) (1896)
  - Fegyver és vitéz (Arms and the Man) (1894)
  - Candida (1895)
  - Sosem lehet tudni (You Never Can Tell) (1897)
- Three Plays for Puritans:
  - Az ördög cimborája (The Devil's Disciple) (1897)
  - Brassbound kapitány megtérése (Captain Brassbound's Conversion) (1900)
  - Caesar és Kleopátra (Caesar and Cleopatra) (1898)
- The Admirable Bashville (1901)
- Ember és felsőbbrendű ember (Tanner John házassága) (Man and Superman) (1902)
- John Bull's Other Island (1904)
- How He Lied To Her Husband (1904)
- Barbara őrnagy (Major Barbara) (1905)
- Passion, Poison and Petrifaction (1905)
- Az orvos dilemmája (The Doctor's Dilemma) (1906)
- Getting Married (1908)
- A tőrbecsalt Blanco Posnet (The Shewing-Up of Blanco Posnet) (1909)
- The Glimpse of Reality (1909)
- Press Cuttings (1909)
- The Fascinating Foundling (1909)
- A szonettek fekete hölgye (The Dark Lady of the Sonnets) (1910)
- Misalliance (1910)
- Fanny első színdarabja (Fanny's First Play) (1911)
- Androcles és az oroszlán (Androcles and the Lion) (1912)
- Pygmalion (1913)
- The Music-Cure (1913)
- Nagy Katalin (Great Catherine) (1913)
- Overruled (1913)
- O’Flaherty (1915)
- The Inca of Perusalem (1916)
- Megtört szívek háza (Heartbreak House, 1919)
- Vissza Matuzsálemhez (Back to Methuselah) (1921)
- Szent Johanna (dráma) (Saint Joan) (1923)
- A királyság szekere (The Apple Cart) (1929)
- Olyan igaz, hogy nem is lehet szép (Too True To Be Good) (1931)
- Village Wooing (1933)
- On The Rocks (1933)
- The Six of Calais (1934)
- The Millionairess (1935)
- Genf (Geneva) (1938)
- 'In Good King Charles' Golden Days' (1939)
- Buoyant Billions (1936; 1946-1948)
- Shakes versus Shav (1949)
- Why She Would Not (1950)

### Novellák, esszégyűjtemények
- Fabian Essays in Socialism (1889)
- The Quintessence of Ibsenism (1893)
- Okos szó a háborúról (Commonsense about the War) (1914)
- Béke vagy háború (Peace Conference Hints) (1919)
- What I Really Wrote About The War (1920)
- Szocializmusról, kapitalizmusról nőknek (The Intelligent Woman's Guide to Socialism and Capitalism) (1928)
- Fekete leányzó keresi az Istent (The Black Girl in Search of God) (1932)
- Our Theatres In The Nineties (1939)
- Politikai ábécé (Everybody's Political What's What?) (1944)
- Sixteen Self Sketches (1949)

Halála után megjelent válogatások cikkeiből, tanulmányaiból:
- Platform and Pulpit (1962, Hart-Davis Ltd.)
- The Road of Equality (1971)
- Practical politics (1972)

### Zenekritika
- The Perfect Wagnerite: A Commentary on the Niblung's Ring (1898)

### Kései művei
- Shaw kései munkái (1933–38)
- George Bernard Shaw legutolsó művei (1946–50)

## Magyarul

### 1919-ig
- Az ördög cimborája. Melodráma; ford. Mikes Lajos; Lampel, Budapest, 1906 (Magyar könyvtár)
- Caesar és Cleopatra; ford. Mikes Lajos; Lampel, Budapest, 1909 (Magyar könyvtár)
- Warrenné mestersége. Színmű; ford. Cholnoky Viktor; Lampel, Budapest, 1910 (Fővárosi színházak műsora)
- Brassbound kapitány megtérése. Vígjáték; ford. Hevesi Sándor; Lampel, Budapest, 1910 (Magyar könyvtár)
- Az orvos dilemmája. Komédia; ford. Hevesi Sándor; Lampel, Budapest, 1910 (Magyar könyvtár)
- Cashel Byron mestersége; ford. Benedek Marcell; Lampel, Budapest, 1911
- Blanco Posnet elárultatása. Melodráma és egyúttal prédikáció; ford. Hevesi Sándor; Athenaeum, Budapest, 1912 (Modern könyvtár)
- A sors embere. Tréfa; ford., tan. Hevesi Sándor; Athenaeum, Budapest, 1912 (Modern könyvtár)
- Szociálizmus milliomosok számára és egyéb tanulmányok; ford. Benedek Marcell; Lampel, Budapest, 1912 (Magyar könyvtár)
- Nem lehessen tudni. Komédia; ford. Hevesi Sándor; Rózsavölgyi, Budapest, 1912
- Anglia ellen és a cár ellen. Okos szó a háborúról; ford. Mikes Lajos; Dick, Budapest, 1915
- Candida. Misztérium; ford. Hevesi Sándor; Rózsavölgyi, Budapest, 1916
- Ember és felsőbbrendű ember. Komédia és filozófia; ford. Hevesi Sándor; Révai, Budapest, 1917 (Világkönyvtár)
- Az imádója meg a férje. Vígjáték; ford. Hevesi Sándor; Rózsavölgyi, Budapest, 1917

### 1920–1944
- A kapitány. Vígjáték; ford. Moly Tamás; Lampel, Budapest, 1920 (Fővárosi színházak műsora)
- Béke vagy háború?; ford. Radó Antal; Kultúra, Budapest, 1920
- Barbara őrnagy; ford., bev. Hevesi Sándor; Athenaeum, Budapest, 1920 (Híres könyvek)
- Az Éden kertjében; ford. Brázay Emil; Pán, Timişoara [Temesvár], 1922 k. (Pán könyvtár)
- Fanny első színdarabja; ford. Hevesi Sándor; Athenaeum, Budapest, 1922 (Színházi könyvtár)
- Barátságos színművek, 1-2.; ford. Hevesi Sándor; Athenaeum, Budapest, 1923 (Shaw Bernard összes munkái)
  - 1. Hősök / Candida
  - 2. A sors embere / Nem lehessen tudni
- Szent Johanna. Krónikás színmű hat képben, epilógussal; ford. Hevesi Sándor; Athenaeum, Budapest, 1925 (Bernard Shaw összes munkái)
- Vissza Matuzsálemhez. Metabiológiai pentateuch; Athenaeum, Budapest, 1928 (Shaw Bernard összes munkái)
- Caesar és Cleopatra. Színmű; ford. Hevesi Sándor; Athenaeum, Budapest, 1930 (Shaw Bernard összes munkái)
- A szénásszekér. Politikai burleszk / Androkles és az oroszlán. Színjáték; ford. Hevesi Sándor; Athenaeum, Budapest, 1931
- Trefusis úr. Regény; ford. S. Szőllősy Klára; Dante, Budapest, 1942
- Művészszerelem. Regény, 1-2. köt.; ford. Szinnai Tivadar; Dante, Budapest, 1942
- Mr. Conolly házassága. Regény; ford. Szinnai Tivadar; Dante, Budapest, 1943

### 1945–
- Fekete leányzó keresi az Istent; ford. Bíró Sándor; Dante, Budapest, 1945 (Dante új könyvtár)
- Szocializmusról, kapitalizmusról nőknek; ford. Goda Géza; Dante, Budapest, 1945
- Éretlenek. Regény; ford. Szinnai Tivadar; Dante, Budapest, 1946
- Szerelmi házasság. Színjáték; ford. Békés István; Parnasszus, Budapest, 1947 (Parnasszus könyvtár)
- Politikai ábécé; ford. Gombos László; Dante, Budapest, 1947
- Öt színdarab; ford. Ottlik Géza, Réz Ádám, bev. Háy Gyula; Szépirodalmi, Budapest, 1952
  - Barbara őrnagy
  - Fanny első színdarabja
  - Szerelmi házasság
  - Warrenné mestersége
  - Szent Johanna
- Genf 1938. A világtörténelem egy elképzelt fejezete; ford., utószó Képes Géza; Magvető, Budapest, 1955
- Pygmalion. Színmű; ford. Mészöly Dezső, utószó, jegyz. Benedek András; Új Magyar Kiadó, Budapest, 1956 (Világirodalmi kiskönyvtár)
- Szent Johanna. Történelmi színmű; ford. Ottlik Géza, utószó, jegyz. Benedek András; Új Magyar Kiadó, Budapest, 1956 (Világirodalmi kiskönyvtár)
- Hét színdarab; ford. Mészöly Dezső, Ottlik Géza, Réz Ádám, bev. Benedek Marcell, vál., jegyz. Benedek András; Európa, Budapest, 1956
  - Candida
  - Sosem lehet tudni
  - Az ördög cimborája
  - Caesar és Kleopátra
  - Ember és felsőbbrendű ember
  - Az orvos dilemmája
  - Pygmalion
- A szerelem komédiája. Színmű; ford. Réz Ádám, rendezői utasítás Kovács Gedeon; Bibliotheca, Budapest, 1957 (Népszerű drámák)
- Vélemények, gondolatok; vál., ford. Ruttkay Kálmán, bev. Szobotka Tibor; Bibliotheca, Budapest, 1958 (Aurora)
- Lord Augustus. Szatirikus komédia; ford. Hunyady József; Magyar Rádió és Televízió–Táncsics, Budapest, 1958 (Rádiószínház)
- A muzsikáról. G. B. Shaw válogatott zenei írásai; vál., ford., bev. Liebner János; Zeneműkiadó, Budapest, 1959
- Színművek; Magyar Helikon, Budapest, 1965 (Helikon Klasszikusok)
- Ideálok és idealisták; ford. Kuklis Iván / A nőies nő; ford. Mohay Béla; in: Hagyomány és egyéniség. Az angol esszé klasszikusai; vál. Európa Könyvkiadó munkaközössége, közrem. Ruttkay Kálmán, Ungvári Tamás, utószó Abody Béla, jegyz. Abádi Nagy Zoltán; Európa, Budapest, 1967
- A kitüntetett közlegény; ford. Tatár Eszter, in: Peches nap. Négy klasszikus kiskomédia; Népművelési Propaganda Iroda, Budapest, 1969
- Falusi udvarlás; ford. Bárd Oszkárné; in: Van-e gyógyír a szerelemre? Négy egyfelvonásos; rend. tanácsok Dévényi Róbert, Koltai Tamás, Tatár Eszter; NPI, Budapest, 1970 (Színjátszók kiskönyvtára)
- Nagy Katalin; ford. Tatár Eszter; in: Több dicsfényt! Két történelmi komédia; Népművelési Propaganda Iroda, Budapest, 1973 (Színjátszók kiskönyvtára)
- A nőcsábász; ford. Nemes László; in: Próba nélkül; Népművelési Propaganda Iroda, Budapest, 1974 (Thália Könyvtár)
- Felicitas Corrigan: Barátok egy életre. Az apáca, a hitetlen és a felsőbbrendű ember. Bernard Shaw, dame Laurentia és Sydney Cockerell levelezése; ford. Tandori Dezső; Szt. István Társulat, Budapest, 1997
- Warrenné mestersége; ford. Nádasdy Ádám; Nemzeti Színház, Budapest, 2008 (Nemzeti Színház színműtár)
- Színművek, 1-2.; vál., szerk. Gy. Horváth László; Európa, Budapest, 2008
- Egy keresztény társadalom eszméje; ford. Katona László; Századvég, Budapest, 2021

## Életrajz
- Frank Harrisː Bernard Shaw. Közvetlen értesülésen alapuló jogosulatlan életrajz Mr. Shaw utószavával (1931.10.05.); ford. Várady György; Március, Budapest, 1944
- Éretlenek (Immaturity), kézirat 1879; (javítás: 1921), ford.: Szinnai Tivadar 1946, Dante, Előszó 3-34. o.